# 박용선
박용선(朴容瑄, 1969년 2월 28일 ~ )은 대한민국의 경상북도의회 의원이다.

## 학력
- 포철공업고등학교
- 위덕대학교 경영학과
- 2007 ~ 2012: 위덕대학교 대학원 경영학 석사
- 2015 ~ 2017: 경북대학교 정책정보대학원 정치학 석사

## 경력
- 한나라당 경상북도당 청년위원회 위원장
- 민주평화통일자문회의 포항시협의회 자문위원
- 포항향토청년회 회장
- (주)동하이엔씨 대표이사
- 2014.07 ~ 2018.06: 제10대 경상북도의회 의원
  - 2014.07 ~ 2016.06: 제10대 경상북도의회 전반기 건설소방위원회 부위원장
  - 2016.07 ~ 2018.06: 제10대 경상북도의회 후반기 교육위원회 위원
- 2018.07 ~ 2022.06: 제11대 경상북도의회 의원
  - 제11대 경상북도의회 의회운영위원회 위원장
  - 제11대 경상북도의회 미세먼지대책특별위원회 위원
  - 제11대 경상북도의회 교육위원회 위원
  - 제11대 경상북도의회 제8기 정책연구위원회 위원
  - 제11대 경상북도의회 원자력대책특별위원회 위원
  - 제11대 경상북도의회 지방분권추진특별위원회 위원
  - 제11대 경상북도의회 예산결산특별위원회 위원
- 2021.08 : 국민의힘 경상북도당 상임부위원장
- 2022.07 ~ : 제12대 경상북도의회 의원
  - 2022.07 ~ 2024.06: 제12대 경상북도의회 전반기 부의장
  - 2022.07 ~ 2024.06: 제12대 경상북도의회 전반기 기획경제위원회 위원
  - 제12대 경상북도의회 후반기 의회운영위원회 위원
  - 제12대 경상북도의회 후반기 교육위원회 위원

## 역대 선거 결과
|  | 61.68% |

|  | 75.17% |

|  | 47.74% |

|  | 0% |